# Брянковский городской совет
Брянковский городской совет — одна из административно-территориальных единиц в составе Луганской области c центром в городе Брянка (на начало 2015 года контролировался самопровозглашённой ЛНР). Подведомственная городскому совету территория составляет 63,54 км².

## Состав
Брянковский городской совет
- город Брянка
  - пгт. Глубокий
  - пгт. Южная Ломоватка
  - пгт. Вергулёвка
  - пгт. Анновка
  - пгт. Ломоватка

Всего 1 город, 5 посёлков городского типа.

## Ссылка
- Карточка Брянковского городского совета на сайте Верховной Рады Украины